# Interface cérebro-computador
Uma interface cérebro-computador (ICC, BCI em inglês), também chamada interface mente-máquina (IMM), e também interface neural direta (IND), interface telepática sintética (ITS) ou interface cérebro-máquina, é um caminho comunicativo direto entre o cérebro e um dispositivo externo. ICCs são, frequentemente, direcionados para pesquisar, auxiliar, aumentar ou reparar a cognição humana ou as funções senso-Asmotoras.
As primeiras pesquisas em BCI tiveram início na década de 1970, na Universidade da Califórnia em Los Angeles (UCLA), suportadas por concessões da Fundação Nacional da Ciência, seguido de um contrato com a DARPA. Os documentos publicados depois da pesquisa marcam a primeira aparição da expressão interface cérebro-computador na literatura científica.
O campo de pesquisa e desenvolvimento da BCI tem como centro de investigação primário as aplicações neuroprostéticas, que, por sua vez, entre seus objetivos está a restauração de audição, movimentos e vista danificados. Graças à notável neuroplasticidade do cérebro, sinais de próteses implantadas podem, após um período de adaptação, ser tratados pelo cérebro como sensores naturais. Após anos de experimentos em animais, o primeiro dispositivo neuroprostético instalado em humanos surgiu na metade da década de 1990.

## História
A história das interfaces cérebro-computador começa com Hans Berger, com a descoberta da atividade elétrica no cérebro humano e o desenvolvimento da electroencefalografia (EEG). Em 1924, Berger foi o primeiro a registrar atividade cerebral humana utilizando EEG. Berger foi capaz de identificar atividade oscilatória, como as ondas alfa (8–13 Hz), através da análise de traços EEG.
O primeiro dispositivo de registro de Berger era bastante rudimentar, e contava com a inserção de fios de prata por debaixo do escalpo de seus pacientes. Estes fios foram substituídos, mais tarde, por folhas de prata, que eram acopladas à cabeça dos pacientes por ataduras de borracha. Berger conectou estes sensores a um eletrômetro capilar de Lippmann, com resultados decepcionantes. Porém, dispositivos de medição mais sofisticados, como o galvanômetro de dupla-bobina da Siemens, capazes de medir e apresentar tensões elétricas na ordem de milésimos de Volts, obtiveram sucesso. Berger também analisou a inter-relação das alternâncias em seus diagramas de ondas EEG com doenças cerebrais. As EEGs permitiram possibilidades completamente novas para a pesquisa da atividade cerebral humana.
Jacques Vidal, professor da UCLA, cunhou o termo "BCI" e produziu as primeiras publicações revisadas por pares neste tópico. Vidal é amplamente reconhecido como o inventor das interfaces cérebro-computador pela comunidade BCI, com este reconhecimento refletido em inúmeros artigos revisados por pares que discutem e revisam o campo (e.g.,). O experimento que Vidal descreveu em 1977 foi o controle não-invasivo, utilizando EEG, de um objeto gráfico semelhante a um cursor em uma tela de computador, realizando movimentos em um labirinto.

## Diferenças com a Neuroprostética
Neuroprostética é uma área de neurociência preocupada com próteses neurais, ou seja, utilizar dispositivos artificiais para substituir a função de sistemas nervosos deficientes, além de auxiliar com problemas relacionados ao cérebro ou de órgãos sensoriais. O dispositivo neuroprostético mais utilizado é o implante coclear, que, em dezembro de 2012, já havia sido implantado em aproximadamente 324 mil pessoas em todo o mundo. Existem também vários dispositivos neuroprostéticos que visam restaurar a visão, incluindo implantes de retina.
A diferença entre BCIs e neuropróteses é, principalmente, a forma como os termos são usados: neuropróteses geralmente ligam o sistema nervoso a um dispositivo, enquanto os BCI geralmente conectam o cérebro (ou o sistema nervoso) a um sistema computacional. Neuropróteses mais práticas podem ser ligadas a qualquer parte do sistema nervoso - por exemplo, a nervos periféricos - enquanto o termo "BCI" geralmente designa uma classe mais estreita de sistemas que interagem com o sistema nervoso central.
Os termos são, por vezes, utilizados de forma intercambiável. A Neuroprostética e as BCIs buscam alcançar os mesmos objetivos, como restaurar a visão, a audição, o movimento, a capacidade de comunicação e até a função cognitiva. Ambos utilizam métodos experimentais e técnicas cirúrgicas semelhantes.